# Bowfin
Die USS Bowfin (SS/AGSS-287) ist ein U-Boot der Balao-Klasse, welches die United States Navy während des Zweiten Weltkrieges im Pazifikkrieg gegen Japan und während des Kalten Krieges einsetzte. 1979 wurde das Boot als Museumsschiff in Pearl Harbor auf Hawaii eingeweiht.
Wie ihre Schwesterschiffe benannte man SS-287 nach einem Fisch. Namensgeber war der Kahlhecht, englisch: bowfin.

## Technik und Bewaffnung
Die Bowfin war ein dieselelektrisches Patrouillen-U-Boot der Balao-Klasse. Die Balao-Klasse wurde gegenüber der Gato-Klasse nur geringfügig verbessert und war für lange offensive Patrouillenfahrten im Pazifik ausgelegt. Insbesondere die Tauchtiefe wurde, basierend auf den Erfahrungen während des Krieges gegen Japan, vergrößert und der Innenraum verbessert. Äußerlich und in ihren Dimensionen glichen sich die Boote beider Klassen weitgehend.

### Technik
Die Bowfin ist 95 Meter lang und 8,3 Meter breit, der Tiefgang betrug maximal 5,1 Meter. Aufgetaucht verdrängte sie 1526 ts, getaucht 2424 ts. Der Antrieb erfolgte durch vier 16-Zylinder-Dieselmotoren von General Motors, Modell 16-278A, die je 1350 PS lieferten. Unter Wasser wurde das U-Boot durch vier Elektromotoren mit insgesamt 2740 PS angetrieben, die ihre Energie aus zwei 126-zelligen Akkumulatoren bezogen. Die Motoren gaben ihre Leistung über ein Getriebe an zwei Wellen mit je einer Schraube ab. Die Geschwindigkeit betrug aufgetaucht maximal 20,25 Knoten, getaucht schaffte die Bowfin noch 8,75 Knoten. Die mögliche Tauchzeit betrug 48 Stunden, die maximale Tauchtiefe lag bei 120 Metern. In den Treibstofftanks konnten 440 Kubikmeter Dieselkraftstoff gebunkert werden, damit hatte das Boot einen Fahrbereich von 11.000 Seemeilen bei 10 Knoten Fahrt.

### Bewaffnung
Die Hauptbewaffnung bestand aus zehn 533-mm-Torpedorohren, sechs im Bug, vier achtern, für die sich 24 Torpedos an Bord befanden. Vor dem Turm war ein 4-Zoll-Deckgeschütz angebracht. Auf dem Wintergarten waren zwei 12,7-mm-Maschinengewehre und zwei 20-mm-Maschinenkanonen zur Flugabwehr untergebracht. Zur Ortung feindlicher Schiffe verfügte die Bowfin über ein JK/QC- und ein QB-Sonar unter dem Bug, an Deck waren JP-Hydrophone installiert. Am ausfahrbaren Elektronikmast war ein SD-Radar mit 20 Seemeilen Aufklärungsreichweite zur Ortung feindlicher Flugzeuge angebracht, zusätzlich verfügte das U-Boot über ein SJ-Oberflächensuchradar mit etwa zwölf Seemeilen Reichweite. In getauchtem Zustand konnte über das am Periskop angebrachte ST-Radar mit acht Seemeilen Reichweite ebenfalls eine Ortung feindlicher Schiffe erfolgen.
Die USS Bowfin war eines von insgesamt neun U-Booten, die im Sommer 1945 mit einem neuen FM-Sonar zum Erkennen von Minen ausgerüstet wurden.

## Geschichte
Die Bowfin wurde am 23. Juli 1942 bei der Portsmouth Naval Shipyard in Kittery, Maine auf Kiel gelegt. Der Stapellauf fand am 7. Dezember 1942 statt. Getauft wurde sie von Mrs. Jane Gawne, der Gattin von Captain James Gawne. Am 1. Mai 1943 wurde sie unter Commander Joseph H. Willingham in Dienst gestellt.

### Zweiter Weltkrieg
Die USS Bowfin unternahm während des Zweiten Weltkrieges insgesamt neun Feindfahrten, alle auf dem pazifischen Kriegsschauplatz. Sie gehörte zu den besonders erfolgreichen U-Booten der US Navy und wurde für ihre Erfolge bis 1945 mit sieben Battle Stars und einer Presidential Unit Citation ausgezeichnet.
Nach der Ausrüstung und Probefahrten des Bootes und anschließenden Trainingsfahrten an der Ostküste der Vereinigten Staaten passierte sie im Sommer 1943 den Panamakanal und fuhr anschließend weiter bis Australien, wo sie schließlich in Brisbane einlief. Dort wurde sie einigen Reparaturen unterzogen. Am 19. August brach die Bowfin mit Kurs auf Darwin auf, wo sie ihre Treibstoffvorräte noch einmal ergänzte, bevor sie ihre erste Feindfahrt begann.

#### Erste Einsatzfahrt (25. August 1943 – 10. Oktober 1943)
Ihre erste Feindfahrt führte die Bowfin in Richtung der von den Japanern besetzten Philippinen. Am 2. September erreichte sie die Mindanaosee, in der sie zunächst drei Wochen lang vergeblich nach einem lohnenden Angriffsziel suchte.
Nachdem sie ab dem 24. September mit ihrem Schwesterschiff Billfish gemeinsam operierte, ergab sich bereits am Folgetag die erste Möglichkeit zum Angriff auf einen japanischen Konvoi aus sechs Handelsschiffen und einer nicht bekannten Anzahl Geleitschiffen. Die Bowfin kam als erste zum Schuss und feuerte zunächst aus allen sechs Bug- und im Ablaufen aus allen vier Hecktorpedorohren Torpedos auf drei der japanischen Schiffe ab. Alle Ziele wurden getroffen, jedoch konnte die Trefferwirkung zunächst wegen der japanischen Gegenwehr nicht beobachtet werden. Später beobachtete man, dass ein Passagierschiff sank und die beiden anderen Schiffe offenbar schwer beschädigt waren. Letztlich gilt aber – auch nach der Sichtung japanischer Quellen nach dem Krieg – lediglich das Passagier- und Frachtschiff Kirishima Maru (8120 ts) als versenkt. Der ebenfalls getroffene Frachter und der zuletzt torpedierte Tanker wurden von der Besatzung zwar als Versenkung gemeldet, jedoch nicht offiziell bestätigt.
Das Schwesterschiff USS Billfish kam ebenfalls gegen den Konvoi zum Schuss und erzielte dabei Torpedotreffer auf zwei japanischen Schiffen, die ebenfalls nicht als Versenkung bestätigt werden konnten. Am Folgetag durch feindliche Flugzeuge zur Unterwasserfahrt gezwungen, folgte am 28. September erneut ein Angriff auf ein japanisches Frachtschiff. Der Angriff blieb erfolglos. Erst am 30. September gelang der Bowfin beim Verlassen der Mindanaosee ein weiterer erfolgreicher Angriff. Diesmal wurde ein Lastkahn mit über 100 japanischen Soldaten an Bord in einem kurzen Feuergefecht durch Geschützfeuer vernichtet. Am 2. Oktober versenkte die Bowfin noch einen Schoner nahe Balikpapan an der Ostküste Borneos, ebenfalls durch Geschützfeuer. Ihr erster Kriegseinsatz endete für die Bowfin am 10. Oktober 1943 mit dem Erreichen des U-Boot-Stützpunktes Fremantle an der Westküste Australiens.
Zwei geheime Missionen erfüllte die Bowfin auf dieser Fahrt. Zunächst transportierte sie medizinisches Material, Funkgeräte, Munition, Geld und weiteres Material für philippinische Guerillas, das in einer Bucht einer philippinischen Insel entladen wurde. Am 30. September evakuierte Bowfin von derselben philippinischen Insel einige ausgewählte Guerillakämpfer und einen aus japanischer Gefangenschaft entflohenen US-Piloten, um diese nach Australien zu bringen.
Aufgrund seiner Erfolge wurde Commander Joseph H. Willingham zum Chef einer U-Boot-Flottille ernannt und verließ die Bowfin. Sein Nachfolger wurde Lieutenant Commander Walter Thomas Griffith. Dieser übernahm am 26. Oktober 1943 das Kommando über das Boot.
Das Boot erhielt für diesen Einsatz die Philippine Presidential Unit Citation.

#### Zweite Einsatzfahrt (1. November 1943 – 9. Dezember 1943)
Am 1. November lief die Bowfin zur zweiten Feindfahrt aus, die sie ins Südchinesische Meer brachte. Auch während dieses Einsatzes operierte sie phasenweise gemeinsam mit der Billfish.
Am 8. November versenkte Bowfin drei von fünf gesichteten Schonern, bevor japanische Luftangriffe sie unter Wasser zwangen. Noch in derselben Nacht konnte ein weiteres Segelschiff durch Geschützfeuer versenkt werden. Am 11. November schoss Bowfin nahe Tawi-Tawi zwei weitere Schiffe – diesmal kleine Tanker – mit ihrem 4-Zoll-Geschütz in Brand.
Die erfolgreiche Feindfahrt der Bowfin setzte sich mit mehreren Versenkungen zwischen dem 26. und 28. November fort. Als sie sich bei Regen und Sturm der Küste Indochinas näherte, fand sich die Bowfin plötzlich inmitten japanischer Schiffe wieder. Zunächst konnte gerade noch eine Kollision mit einem japanischen Tanker verhindert werden, bevor dieser und ein Frachter bei einem Überwasserangriff torpediert wurden. Beide Schiffe, der Tanker Ogurasan Maru (5069 ts) und der Frachter Tainan Maru (5407 ts), sanken. Später am Tag konnte der Konvoi erneut attackiert werden. Dem Unterwasserangriff fiel nach Angaben der Besatzung ein großes auf 12.000 ts geschätztes Passagierschiff zum Opfer. Nach dem Krieg konnte diese Versenkung zunächst nach Aktenlage nicht bestätigt werden. Weitere Recherchen durch Commander John Alden bestätigten letztlich die Versenkung eines kleinen Passagierschiffes durch USS Bowfin. Die Vichy-französische Beryl war allerdings mit 671 ts erheblich kleiner als von der Bowfin angenommen und deswegen möglicherweise zu klein und unerheblich, um in den japanischen Berichten zu erscheinen.
In der Nacht zum 27. November konnte mit der Versenkung der Vichy-französischen Van Vollenhoven (691 ts) der nächste Erfolg erzielt werden. Am 28. November versenkte die Bowfin zunächst ein kleines Passagier- und Frachtschiff mit nur einem Torpedo. Diese Versenkung wurde später nicht bestätigt. Danach nahm Bowfin Kurs auf ein Geleit, welches die Billfish gemeldet hatte. Beim Angriff auf den Konvoi versenkte sie zwei Schiffe: den Frachter Sydney Maru (5425 ts) und den Tanker Tonon Maru (9866 ts). Sie selbst erhielt einen Granattreffer durch eines der japanischen Schiffe, der einige Notreparaturen notwendig machte. Die Bowfin hatte bereits alle mitgeführten Torpedos verschossen und setzte daher Kurs auf Fremantle. Auf dem Weg dorthin konnte sie am 2. Dezember noch eine Yacht in der Celebessee durch Artilleriebeschuss zerstören, bevor sie am 9. Dezember in Fremantle einlief.
Für diese Feindfahrt erhielt das U-Boot die Presidential Unit Citation. Kommandant Griffith wurde zudem mit dem Navy Cross ausgezeichnet.

#### Dritte Einsatzfahrt (8. Januar 1944 – 5. Februar 1944)
Das U-Boot lief am 8. Januar 1944 zur dritten Patrouille aus, die sie zunächst über Java, Banda und die Floressee in die Straße von Makassar führte, wo sie durch Geschützfeuer einen Schoner versenkte.
Am folgenden Tag, dem 17. Januar, griff Bowfin einen Frachter und zwei Begleitschiffe an, darunter das Kanonenboot Delhi Maru. Infolge fehlerhafter Torpedos blieb die Attacke nahezu erfolglos. Lediglich einer von sechs Torpedos traf und beschädigte den Frachter. Am kommenden Tag setzte das U-Boot den Angriff fort und schließlich gelang mit weiteren vier Torpedos die Versenkung der tags zuvor beschädigten Shoyu Maru. Eines der Geleitschiffe wurde durch zwei Torpedotreffer beschädigt, jedoch nicht versenkt. Anschließend fuhr das U-Boot zurück nach Darwin (Northern Territory).

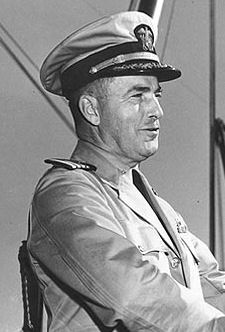
Ralph W. Christie, Kommandeur der U-Bootstreitkräfte im Südwestpazifik (ComSubSoWesPac), war Anfang 1944 Gast auf der USS Bowfin

Nach dem Aufmunitionieren setzte das U-Boot den Einsatz fort. Dabei fuhr Rear Admiral Ralph W. Christie, Kommandeur der U.S. Submarine Force, Southwest Pacific (ComSubSoWesPac), bis zum Ende des Einsatzes als Gast auf der Bowfin mit, um einen persönlichen Eindruck vom erfolgreichen Vorgehen der Bowfin zu erhalten. Der Admiral bestätigte die Versenkung eines kleinen Frachters (4408 ts) am folgenden Tag, obwohl offizielle japanische Dokumente das nicht bestätigten.
Am 28. Januar konnte Bowfin nach längerer Verfolgung den großen japanischen Öltanker Kamoi stellen. In zwei Anläufen feuerte sie jeweils sechs Bugtorpedos ab und erzielte zwei Treffer. Schließlich fuhr das Boot einen dritten Angriff. Die Kamoi feuerte mit Artillerie und Maschinengewehren zurück. Dennoch trafen drei Torpedos der Salve den Tanker und beschädigten ihn schwer. Die Kamoi konnte dennoch mit dem Einbruch der Dunkelheit entkommen. Am 29. Januar legte die Bowfin eine Minensperre in der Straße von Makassar, bevor sie die Heimreise antrat. Auf dem Weg nach Fremantle versenkte das U-Boot am 30. Januar noch zwei kleine Schoner mit seiner Bordartillerie.

#### Vierte Einsatzfahrt (28. Februar 1944 – 1. April 1944)
Ende Februar zur fünften Patrouille ausgelaufen, kreuzte Bowfin zunächst in der Celebessee. Dort griff sie am 10. März einen Konvoi an und feuerte im ersten Anlauf alle sechs Bugrohre ab. Vier Torpedos explodierten vorzeitig, mindestens einer traf einen Frachter. Aufgrund anschließender Gegenwehr durch die Geleitschiffe und herbeigerufenen Flugzeuge ging das U-Boot auf über 100 Meter Tiefe, wo es mit Wasserbomben angegriffen, aber nicht beschädigt wurde. Später wagte das Boot trotz der verstärkten Sicherung einen weiteren Angriff auf den torpedierten Frachter, der von einem anderen Schiff in Schlepp genommen worden war. Nach dem Abschuss weiterer Torpedos musste das Boot erneut auf Tiefe gehen und blieb dort bis zum nächsten Morgen. Wieder aufgetaucht, konnte Bowfin dem verlassenen Frachter Tsukikawa Maru (4470 ts) vier Fangschüsse geben und ihn versenken. Bowfin griff denselben Konvoi später noch einmal erfolglos an.
Zum Nachladen von Torpedos fuhr Bowfin anschließend nach Darwin.
Nach dem Aufmunitionieren setzte sie ihre Fahrt am 15. März fort. Am 18. März fuhr sie erneut zwei erfolglose Angriffe auf einen japanischen Konvoi. Ebenso erfolglos waren die japanischen Gegenangriffe mit Wasserbomben. Am 24. März erzielte Bowfin schließlich einen Erfolg gegen einen weiteren japanischen Konvoi. Dabei beschädigte sie ein Schiff und versenkte die beiden Frachter Shinkyo Maru (5139 ts) und Bengal Maru (5395 ts). Da alle Torpedos verschossen waren, beendete sie den Einsatz und lief zurück nach Darwin.

#### Fünfte Feindfahrt (24. April 1944 – 21. Juni 1944)

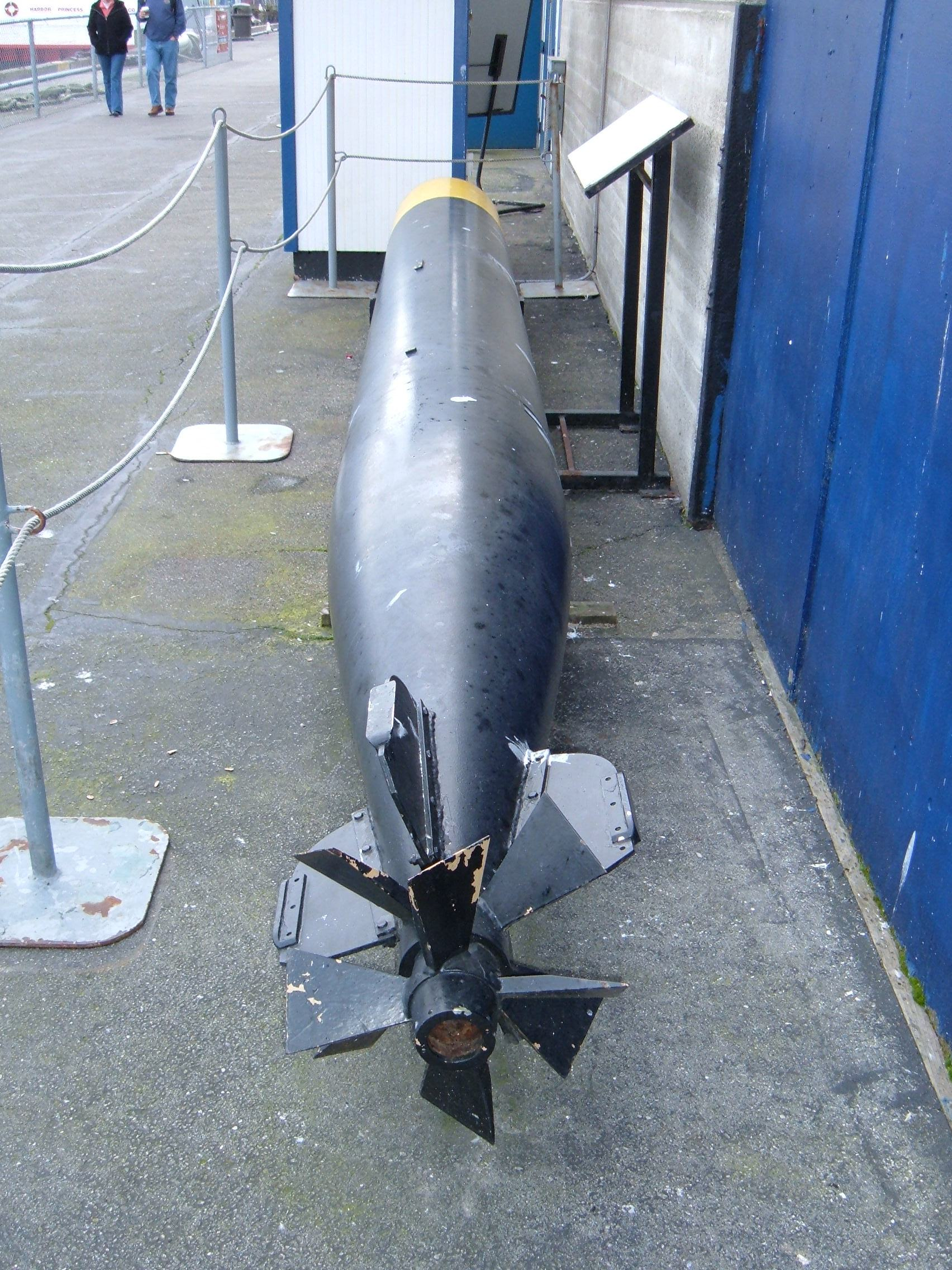
Mark-14-Torpedo, wie von der USS Bowfin im Pazifikkrieg verwendet

Vor dem Beginn der nächsten Fahrt löste Commander John H. Corbus als neuer kommandierender Offizier der Bowfin deren bisherigen Kommandanten Lieutenant Commander Griffith ab.
Die fünfte Feindfahrt war die zeitlich und räumlich längste der Bowfin. Erfolge konnten dabei aber kaum erzielt werden. Nur die Beschädigung eines Frachters am 14. Mai konnte verbucht werden. Lange Zeit fungierte Bowfin auch als Rettungsschiff für Flugzeugbesatzungen.
Am 21. Juni beendete sie ihren Einsatz in Pearl Harbor.

#### Sechste Einsatzfahrt (16. Juli 1944 – 21. September 1944)
Am 16. Juli stach Bowfin mit Kurs auf die Ryūkyū-Inseln erneut in See. Die Fahrt verlief lange ereignislos. Am 9. August griff das U-Boot einen Konvoi an, den es bis vor den Hafen von Minami-daitō verfolgt hatte. Zwei Schiffe konnten durch Torpedos versenkt und ein weiteres Schiff beschädigt werden. Die beobachteten Versenkungen wurden offiziell nicht bestätigt. Bei dem Angriff wurde auch eine Landungsbrücke durch einen Irrläufer zerstört und mit dieser ein Kran und ein Bus.
Eine nach dem Krieg besonders bekannt gewordene Versenkung der Bowfin ereignete sich am 22. August 1944. Beim Angriff auf den Konvoi Namo 103 mit drei Transportern und zwei Begleitern versenkte das Boot die Tsushima Maru (6754 ts). An Bord des Schiffes befanden sich zu diesem Zeitpunkt fast ausschließlich Zivilisten, darunter 767 Kinder, einige ihrer Eltern und Lehrer, die gerade von Okinawa und anderen Inseln aus Furcht vor alliierten Angriffen und Landungen in Richtung Japan evakuiert werden sollten. Nur 59 Kinder konnten gerettet werden. Insgesamt kamen beim Untergang der Tsushima Maru 1508 Menschen ums Leben.
Ihre letzten Torpedos schoss Bowfin am 28. August ergebnislos auf Hinode Maru #6, die sie anschließend mit ihrem Bordgeschütz in Brand schoss. Hinode Maru #6 sank am 4. September.
Die Heimreise führte über Midway und Pearl Harbor weiter nach San Francisco, wo das U-Boot in der Mare Island Navy Yard einer Überholung unterzogen wurde.

#### Siebte Einsatzfahrt (25. Januar 1945 – 25. März 1945)
Unter einem neuen Kommandanten, Commander Alexander K. Tyree, stach die Bowfin am 16. Dezember 1944 wieder in See mit Kurs Hawaii. Nach Trainingsfahrten vor Oʻahu nahm sie Kurs auf Honshū, wo sie einige Zeit als Rettungsschiff für US-Piloten diente. Am 16. Februar konnte im Gefecht mit zwei japanischen Geleitfahrzeugen eines davon, Kaibokan #56, versenkt werden. Trotz Gegenwehr entkam die Bowfin unbeschadet. In den darauffolgenden zwei Wochen wurden außerdem die Patrouillenboote Chokai Maru am 2. März und Fukuyu Maru #1 am 4. März versenkt. Im Gefecht mit letzterer und einer weiteren Einheit wurde ein Besatzungsmitglied der Bowfin verwundet. Südlich von Shikoku konnte die USS Bowfin am 19. März den Piloten und den Bordschützen eines abgestürzten Torpedobombers retten. Die Fahrt endete am 25. März 1945 in Guam.

#### Achte Einsatzfahrt (23. April 1945 – 15. Mai 1945)
Der achte Einsatz führte das Boot von Guam nach Honshū und Hokkaido. Ursprünglich hatte der Oberbefehlshaber der U-Boote das Boot durch die Tsushimastraße ins Japanische Meer beordert. Der Weg war stark vermint und einige U-Boote waren dort bereits untergegangen. Kaum ausgelaufen, erhielt die Bowfin neue Befehle, die sie stattdessen an die Nordostküste der japanischen Hauptinsel Honshū führten. Die Patrouille verlief weitgehend ereignislos.
Am 1. Mai konnte das Boot das Passagier- und Frachtschiff Chowa Maru aus einem Geleitzug versenken, woraufhin die Sicherungsschiffe mit ausdauerndem Werfen von Wasserbomben antworteten. Im Anschluss erkundete die Bowfin Minensperren östlich der Tsugaru-Straße. Den Frachter Daito Maru #3 versenkte sie am 8. Mai. Ein weiteres Schiff wurde beschädigt. Der Einsatz endete zunächst in Guam. Von Guam aus verlegte die Bowfin anschließend zur Nachrüstung nach Pearl Harbor. Dabei wurde erneut ein Pilot aus dem Pazifik gerettet.

#### Neunter Einsatz (29. Mai 1945 – 4. Juli 1945)
Vor der neunten und letzten Mission wurde die Bowfin wie acht weitere U-Boote einer Nachrüstung unterzogen, bei der das U-Boot ein modernes, zum Erkennen von Minen geeignetes, FM-Sonar erhielt. Die neun entsprechend ausgerüsteten U-Boote wurden von den Besatzungen als „Hellcats“ bezeichnet und zeitgleich in der Operation Barney eingesetzt. Hierbei wurden sie durch die stark verminte Tsushimastraße in das Japanische Meer beordert, um dort japanische Schiffe anzugreifen. Die Mission war sehr gefährlich. Mehrfach streifte die Bowfin Ankerketten von Seeminen. Nach dem erfolgreichen Transfer in das Japanische Meer wurden diverse Häfen inspiziert, ohne lohnende Ziele zu finden. Lediglich zwei kleinere Frachter konnten versenkt werden. Das Passagier- und Frachtschiff Shinyo Maru #3 versenkte Bowfin am 11. Juni und den Frachter Akiura Maru am 13. Juni. Ein Angriff am 20. Juni auf ein Geleit schlug aufgrund verschiedener Probleme (Kreisläufer, schlechte Sicht, ungünstige Position) fehl. Am 18. Juni wurde das Boot durch gezieltes Geschützfeuer einer Küstenbatterie unter Wasser gezwungen.
Am 24. Juni vereinten sich die verbliebenen acht Boote der Operation Barney, brachen gemeinsam durch die enge und stark bewachte La-Pérouse-Straße in den Pazifik durch und kehrten in ihre Stützpunkte zurück. Lediglich eines der Boote – USS Bonefish (SS-223) – kehrte nicht von der Mission zurück.
Der neunte sollte auch der letzte Kriegseinsatz der Bowfin bleiben. Auf dem Weg zum zehnten Einsatz erreichte sie die Nachricht von der Kapitulation Japans. Sie fuhr anschließend in die Vereinigten Staaten zurück.

### VonUSS Bowfinversenkte Schiffe (1943–1945)
- Passagier- und Frachtschiff Kirishima Maru, versenkt am 25. September 1943[8]
- Lastkahn Mitake Maru mit ca. 100 Soldaten an Bord am 30. September 1943[18]
- Tanker Ogurasan Maru 26. November 1943[5]
- Frachter Tainan Maru 26. November 1943[5]
- Vichy-französisches Passagierschiff Beryl am 26. November 1943[8]
- Vichy-französischer Frachter Van Vollenhoven entweder am 27. November 1943[19] oder 28. November 1943[5]
- Passagier- und Frachtschiff Sydney Maru 28. November 1943[5]
- Tanker Tonan Maru am 28. November 1943[5]
- Yacht N.N. am 2. Dezember 1943[8]
- Schoner N.N. am 16. Januar 1944[8]
- Frachter Shoyu Maru am 17. Januar 1944[20]
- Schoner N.N. am 30. Januar 1944[8]
- Schoner N.N. am 30. Januar 1944[8]
- Frachter Tsukikawa Maru am 10. März 1944[20]
- Frachter Shinkyo Maru am 24. März 1944[20]
- Frachter Bengal Maru am 24. März 1944[20]
- Frachter Bisan Maru gemeinsam mit der Aspro am 14. Mai 1944[6]
- Frachter Seiyo Maru am 10. August 1944[10]
- Passagier- und Frachtschiff Tsushima Maru am 22. August 1944[6]
- Trawler Hinode Maru #6 am 4. September 1944
- Kaibokan #56 am 16. Februar 1945[6]
- Patrouillenboot Nanshin Maru #28 am 17. Februar 1945.[10]
- Patrouillenboot Chokai Maru am 2. März[10]
- Patrouillenboot Fukuyu Maru #1 am 4. März[10]
- Passagier- und Frachtschiff Chowa Maru am 1. Mai 1945[6]
- Frachter Daito Maru #3 am 8. Mai 1945[6]
- Passagier- und Frachtschiff Shinyo Maru #3 am 11. Juni 1945[6]
- Frachter Akiura Maru am 13. Juni 1945[6]
- einen Bus am 9. August 1944 (Irrläufer)

### Nachkriegszeit und Kalter Krieg
Nach dem Kriegsende wurde die Bowfin wie viele andere U-Boote abgerüstet und in die Reserveflotte eingegliedert. Von 1951 bis 1954 wurde das Boot wieder aktiviert. Kampfeinsätze während des Korea-Krieges sah sie allerdings nicht. Vielmehr bestand ihre Aufgabe in Patrouillen im östlichen Pazifik und vor der mittelamerikanischen Küste. Anschließend wurde sie wieder zur Reserveflotte überstellt. Ihre letzte Aufgabe begann die USS Bowfin 1960. Sie wurde als Ausbildungs-U-Boot für Reservisten der US Navy eingesetzt, bis sie am 1. Dezember 1971 endgültig ausgemustert wurde. Seit Mitte 1960 wurde das Boot als AGSS (Hilfs-U-Boot, englisch auxilliary submarine) klassifiziert.

## Verbleib
Seit 1981 liegt die Bowfin als Museumsschiff in Pearl Harbor unweit der beim japanischen Überfall am 7. Dezember 1941 versenkten und als Gedenkstätte hergerichteten Arizona. Sie wurde im November 1982 als Bauwerk in das National Register of Historic Places eingetragen. Die Bowfin kann dort besichtigt werden. Seit dem 14. Januar 1986 ist das U-Boot ein National Historic Landmark.

## Bildergalerie

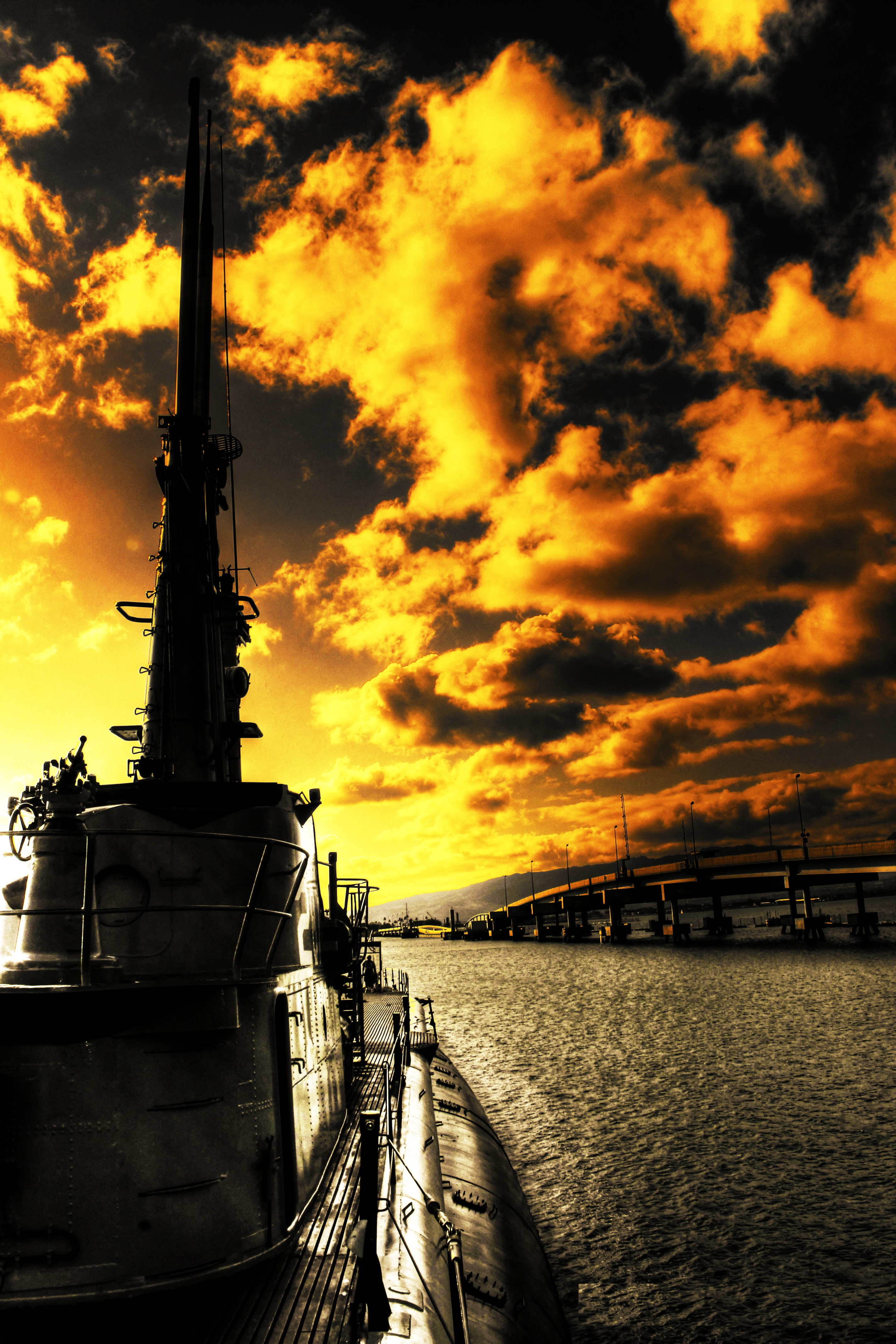
USS Bowfin in Pearl Harbour
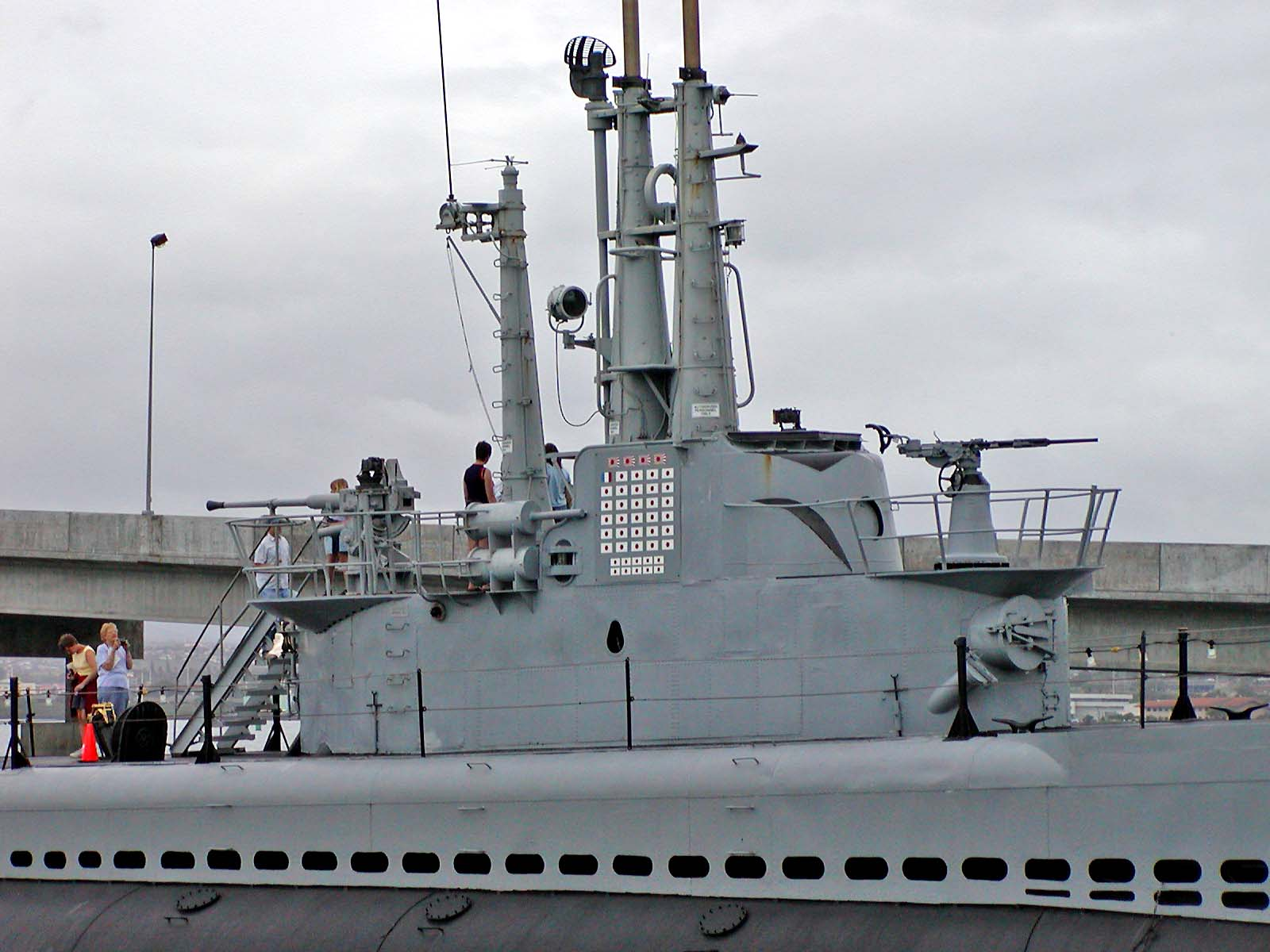
Kommandoturm der USS Bowfin
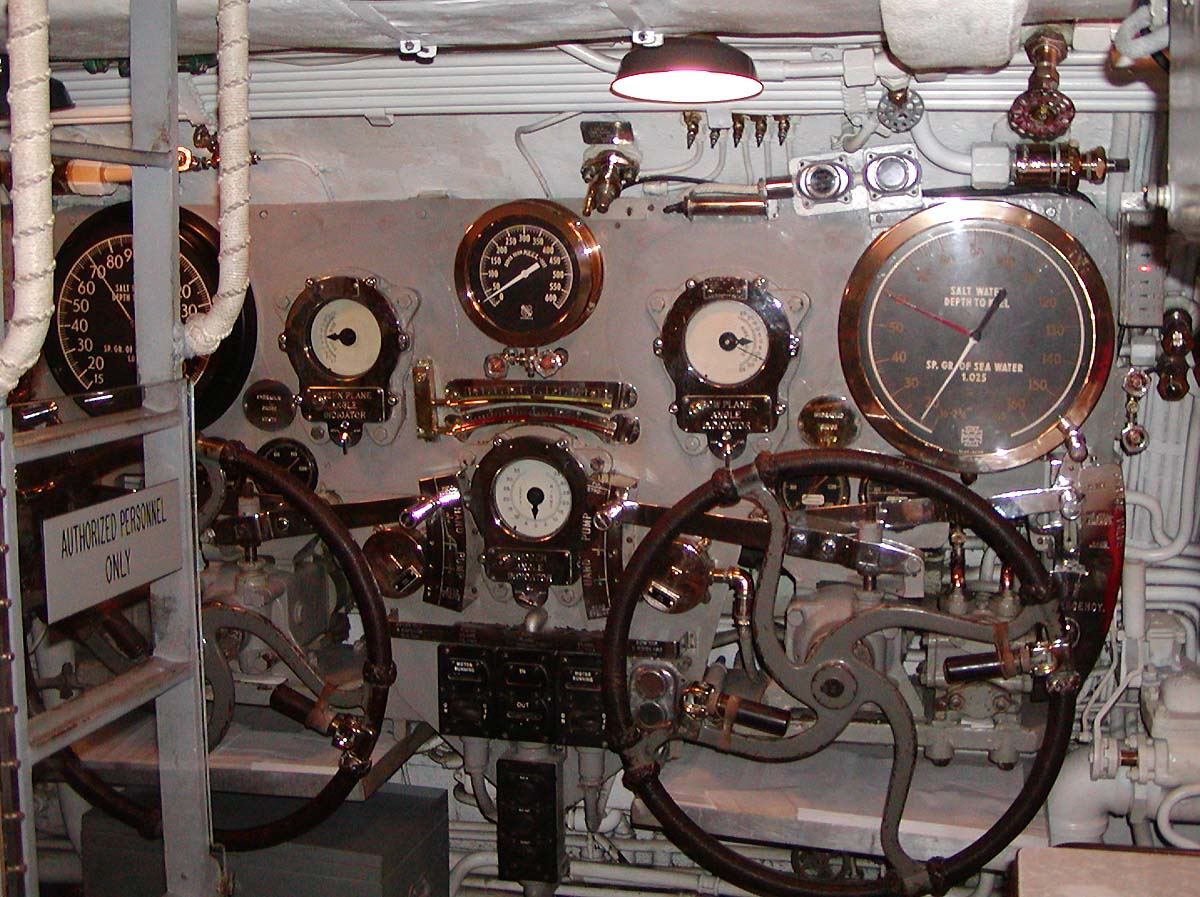
Tiefensteuerung der USS Bowfin
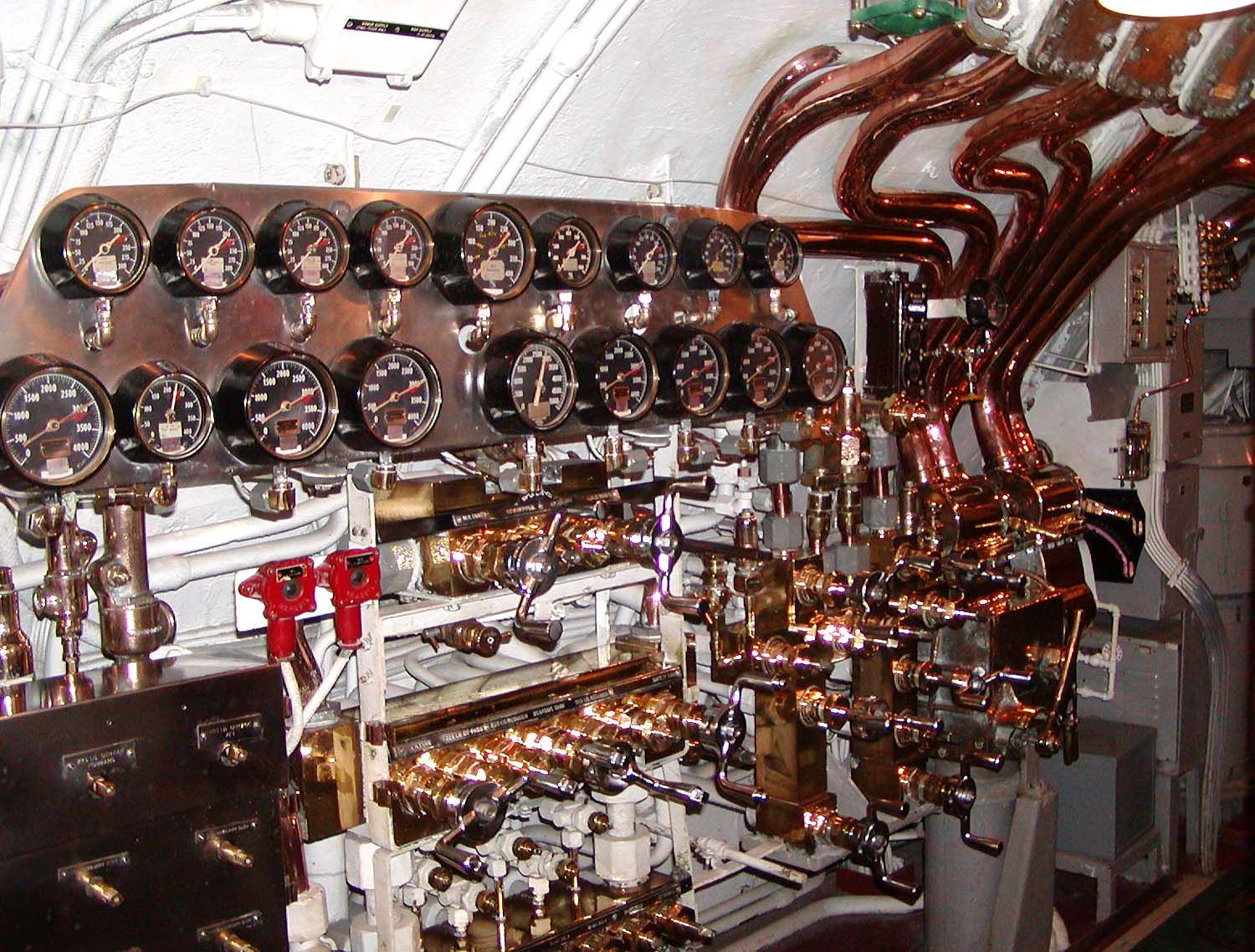
Armaturen und Ventile auf der USS Bowfin

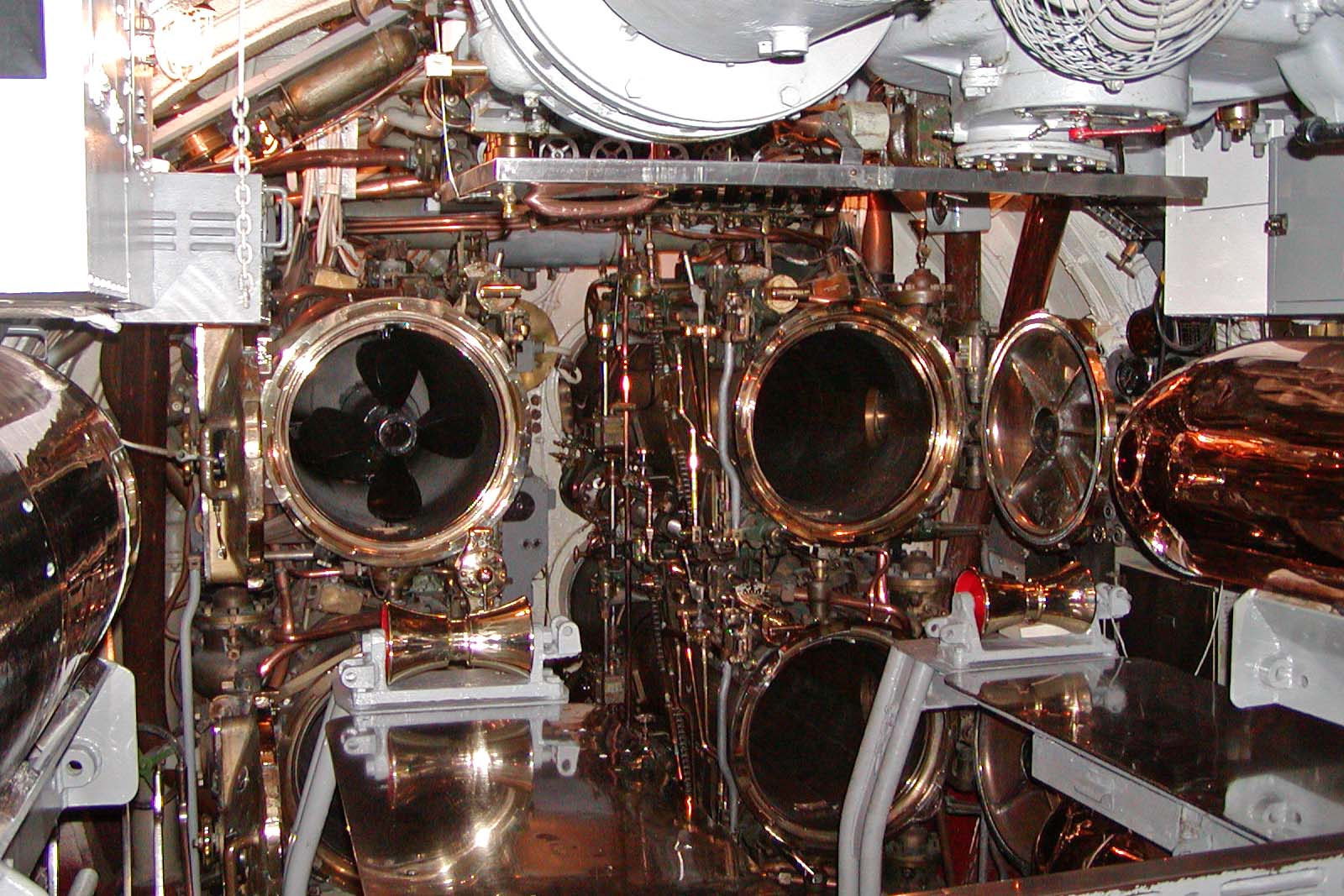
Hecktorpedoraum der USS Bowfin mit vier Torpedorohren
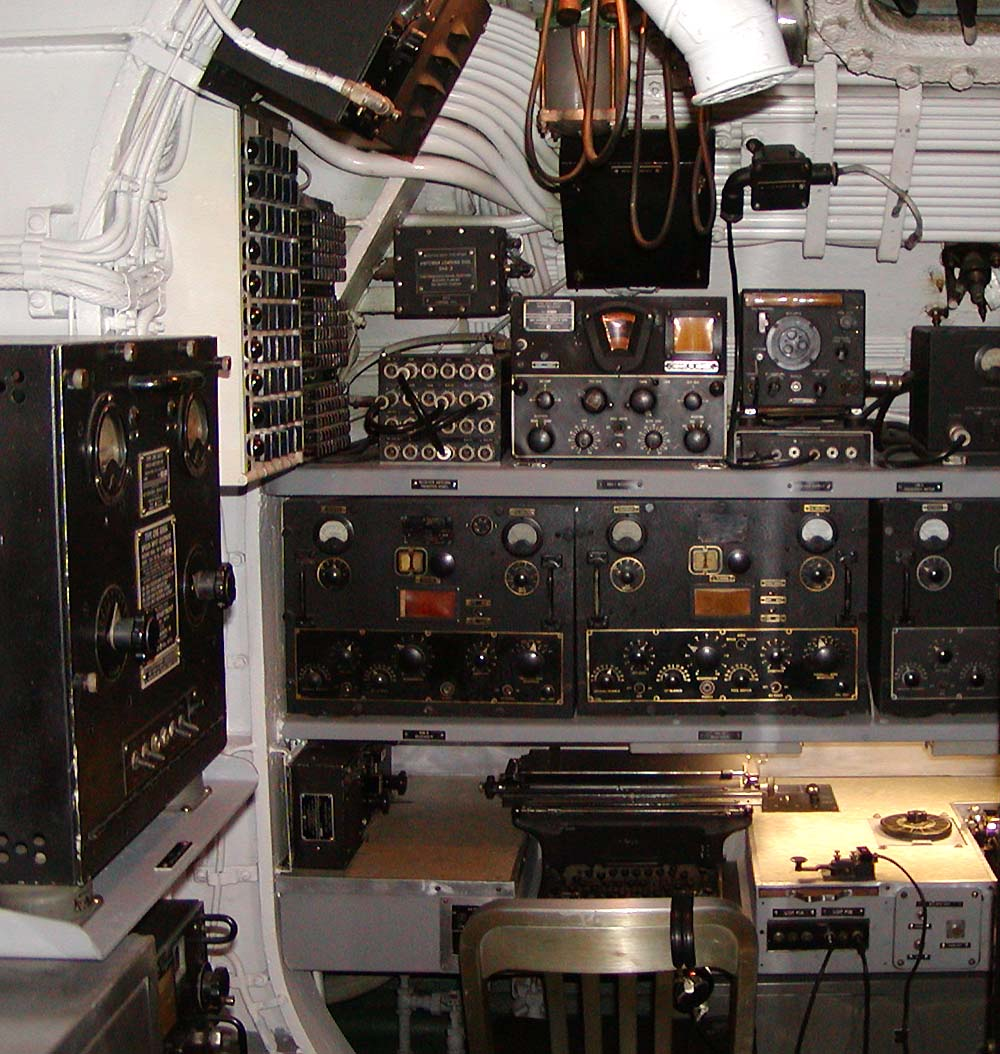
Funkraum der USS Bowfin
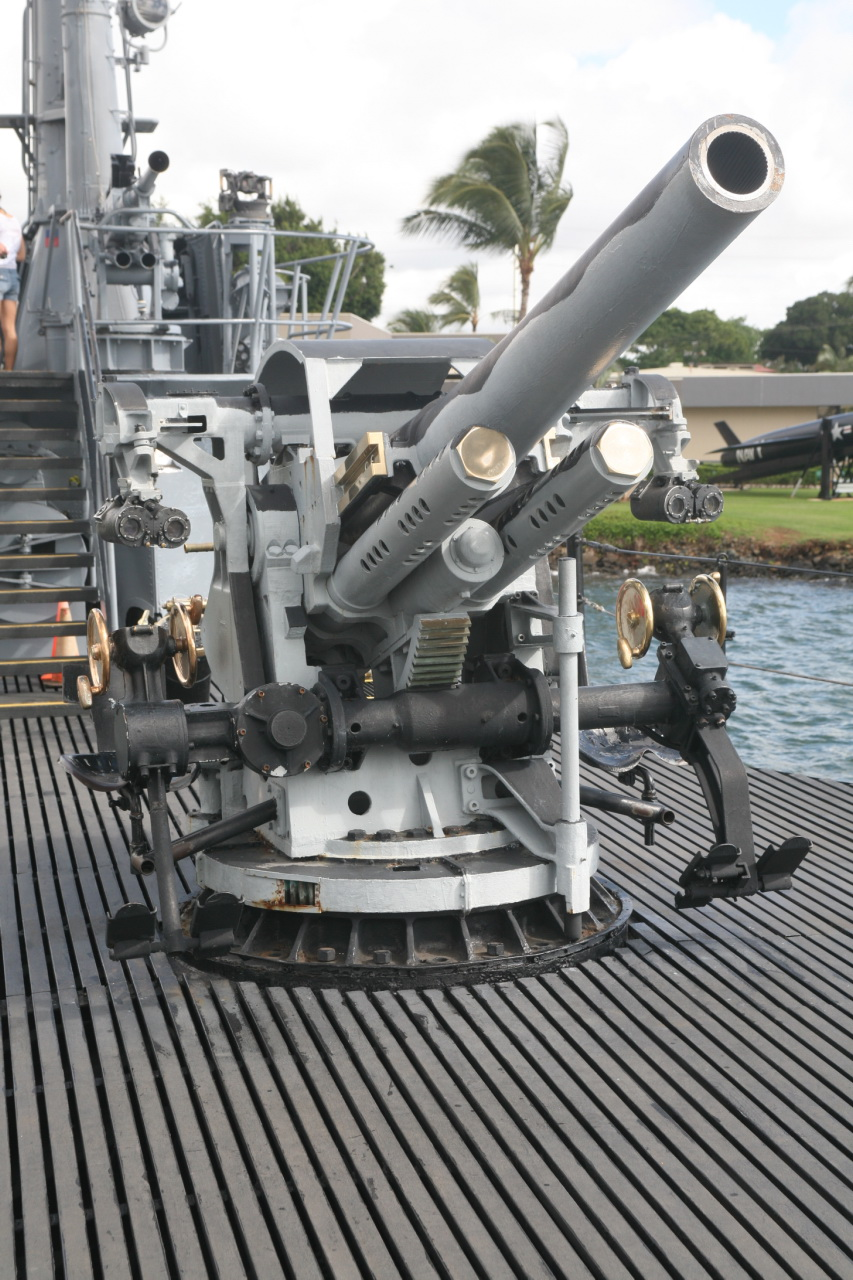
127-mm-Geschütz der USS Bowfin
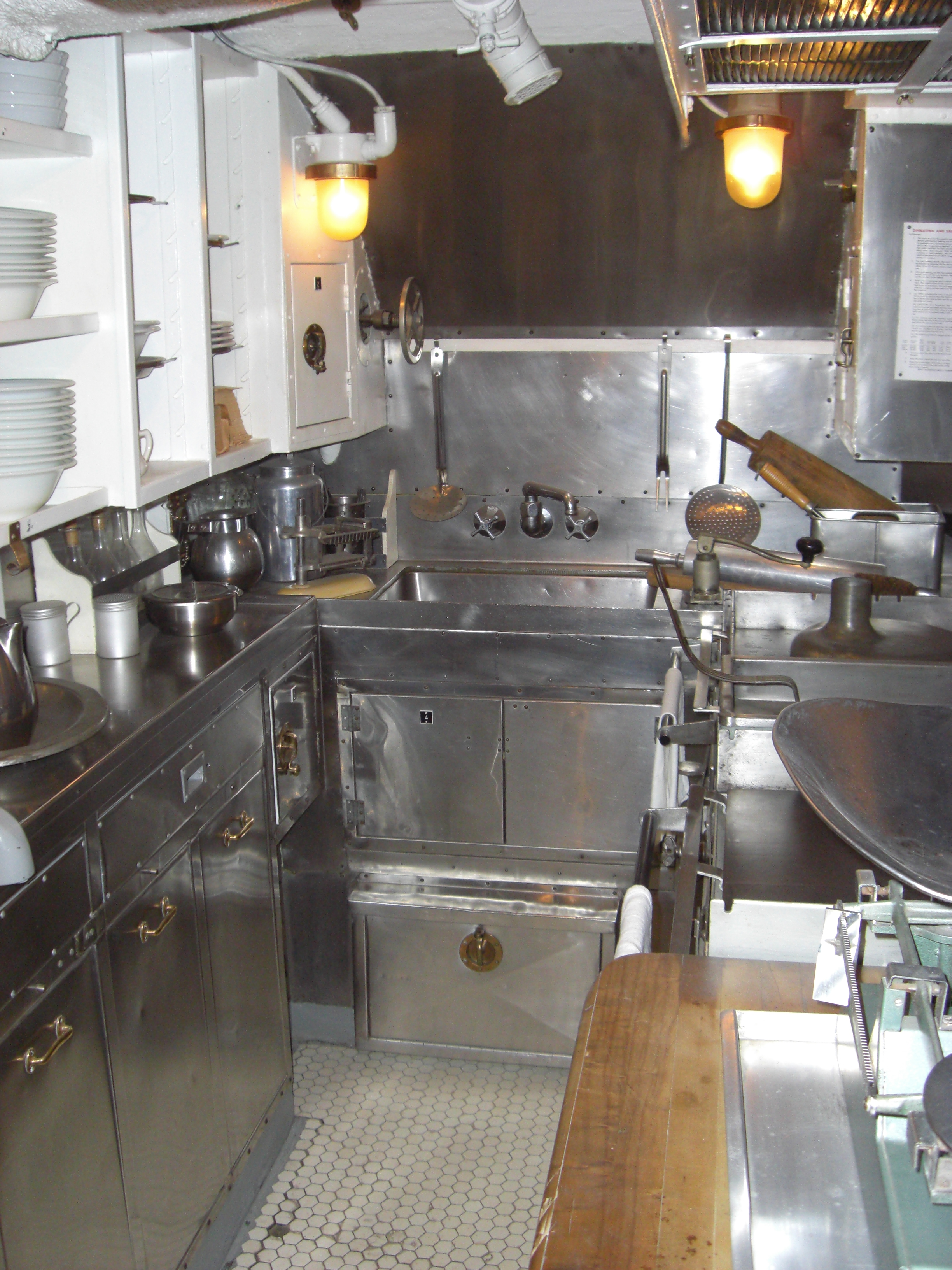
Kombüse der USS Bowfin

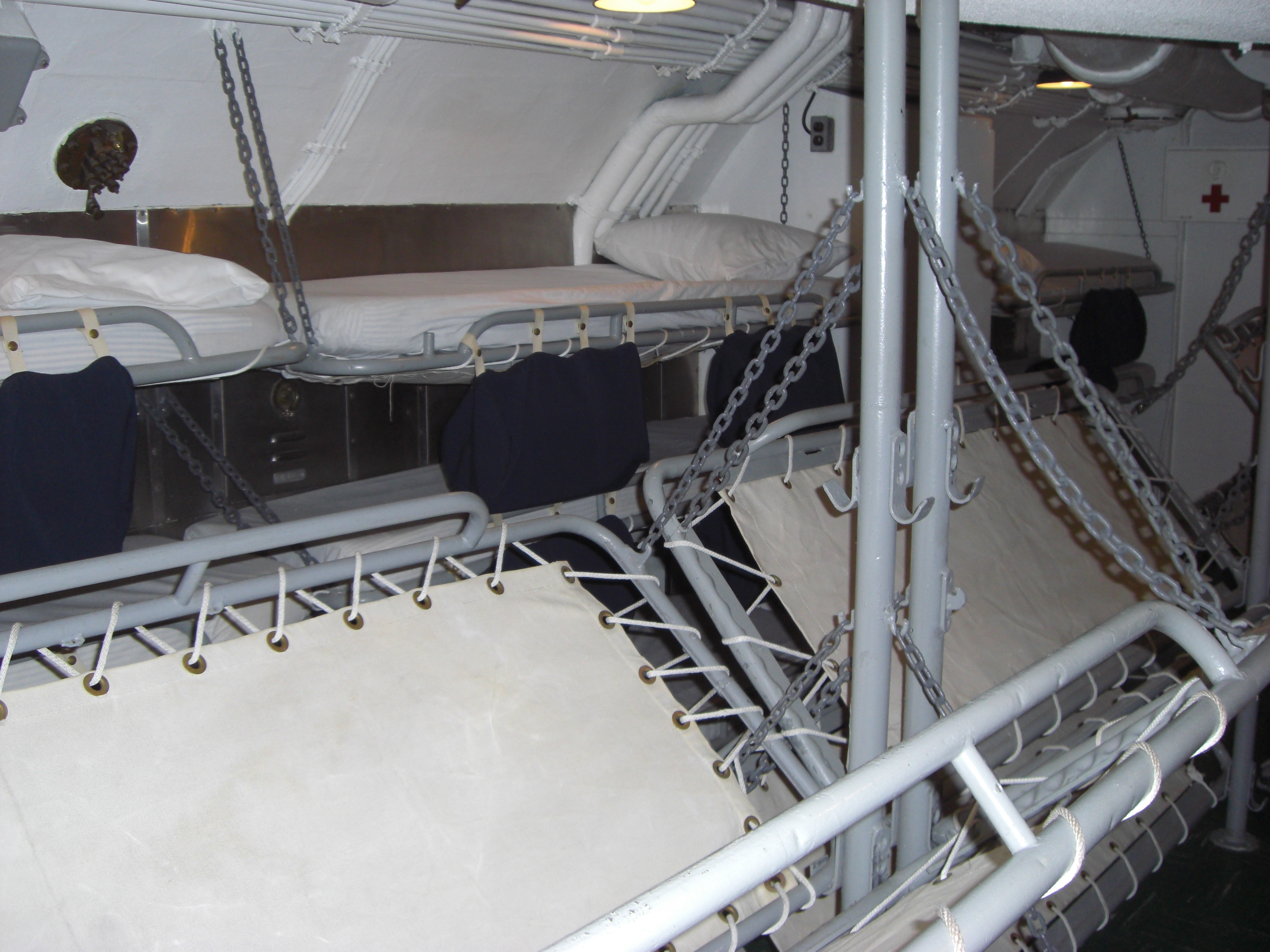
Kojen für die Besatzung der USS Bowfin
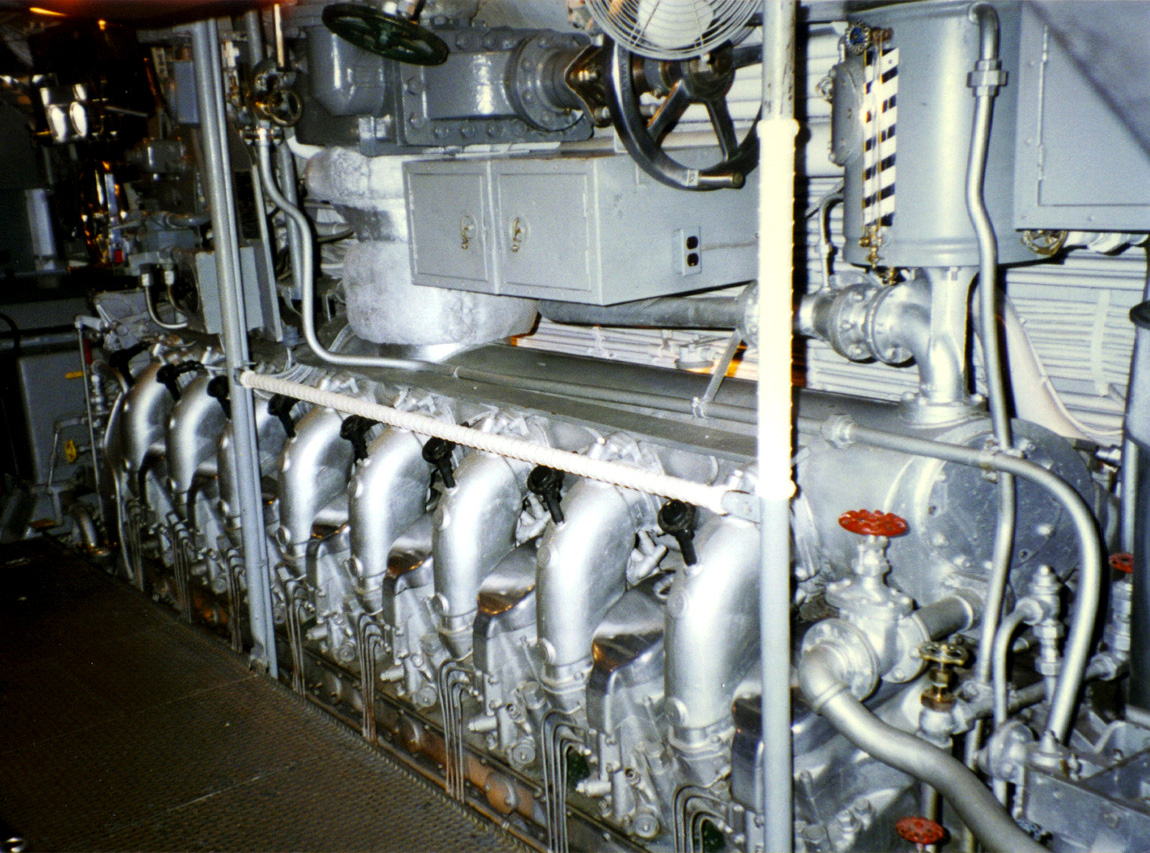
V16-Dieselmotor General Motors Model 16-248 der USS Bowfin
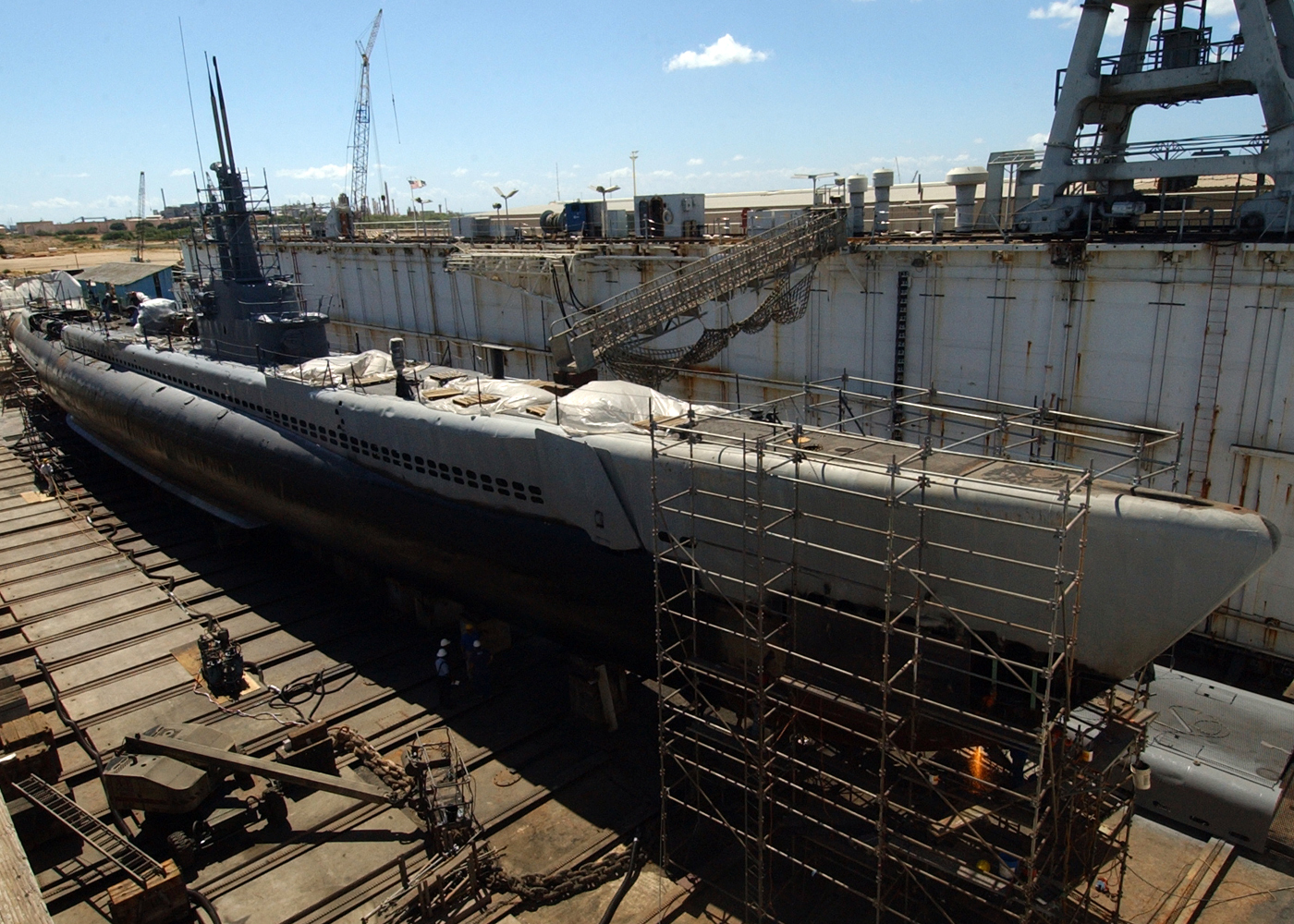
Die USS Bowfin im Trockendock (2004)